# Quatrième circonscription de la préfecture de Fukuoka
La quatrième circonscription de la préfecture de Fukuoka (福岡県第4区, Fukuoka-ken dai-yon-ku) est l'une des onze circonscriptions législatives que compte la préfecture de Fukuoka au Japon.

## Description géographique
Entre 1994 et 2002, la quatrième circonscription de la préfecture de Fukuoka regroupait la ville de Munakata et les districts de Kasuya et Munakata (ja).
Entre 2002 et 2013, elle comprend les mêmes unités administratives ainsi que la ville de Koga.
Entre 2013 et 2022, elle réunit les villes de Munakata, Koga et Fukutsu et le district de Kasuya.
Depuis 2022, elle comprend les mêmes unités administratives ainsi qu'une partie de l'arrondissement de Higashi de la ville de Fukuoka.

## Députés
| Législature | Début de mandat | Fin de mandat | Député élu              | Parti politique | Parti politique |
| ----------- | --------------- | ------------- | ----------------------- | --------------- | --------------- |
| 41e         | 1996            | 2000          | Tomoyoshi Watanabe (ja) |                 | PLD             |
| 42e         | 2000            | 2003          | Tomoyoshi Watanabe (ja) |                 | PLD             |
| 43e         | 2003            | 2005          | Tomoyoshi Watanabe (ja) |                 | PLD             |
| 44e         | 2005            | 2009          | Tomoyoshi Watanabe (ja) |                 | PLD             |
| 45e         | 2009            | 2012          | Takaaki Koga (ja)       |                 | PDJ             |
| 46e         | 2012            | 2014          | Hideki Miyauchi (ja)    |                 | PLD             |
| 47e         | 2014            | 2017          | Hideki Miyauchi (ja)    |                 | PLD             |
| 48e         | 2017            | 2021          | Hideki Miyauchi (ja)    |                 | PLD             |
| 49e         | 2021            | 2024          | Hideki Miyauchi (ja)    |                 | PLD             |
| 50e         | 2024            | -             | Hideki Miyauchi (ja)    |                 | PLD             |